# 卡斯蒂利亚大道
卡斯蒂利亚大道（西班牙語：Paseo de la Castellana，常稱：La Castellana）是西班牙首都马德里最长、最宽的大道之一，得名于曾经存在于卡斯蒂利亚广场的喷泉。卡斯蒂利亚大道南起哥伦布广场（Plaza de Colón），向北经过新部委、利马广场（Plaza de Lima）、库斯科广场（Plaza de Cuzco）、卡斯蒂利亚广场（Plaza de Castilla），结束于北路口（Nudo Norte）附近，衔接M-30公路。卡斯蒂利亚大道及其南面的雷科莱托斯大道（Paseo de Recoletos）和普拉多大道，一同构成马德里的南北轴线。西班牙國王及軍事強人佛朗哥曾多次於此地檢閱軍隊。
卡斯蒂利亚大道的西侧是钱贝里区（Chamberí）和得土安区（Tetuán），东侧是萨拉曼卡区和查马丁区（Chamartín）。
沿着卡斯蒂利亚大道，有许多商务、银行和金融大楼，例如AZCA, 欧洲门和西班牙四大楼商业区。许多重要的大使馆都位于或靠近哥伦布广场到马拉尼翁医生广场之间。沿街的其他地标还有新政府大楼建筑群，设有西班牙政府的几个部，以及伯纳乌球场。

## 图片

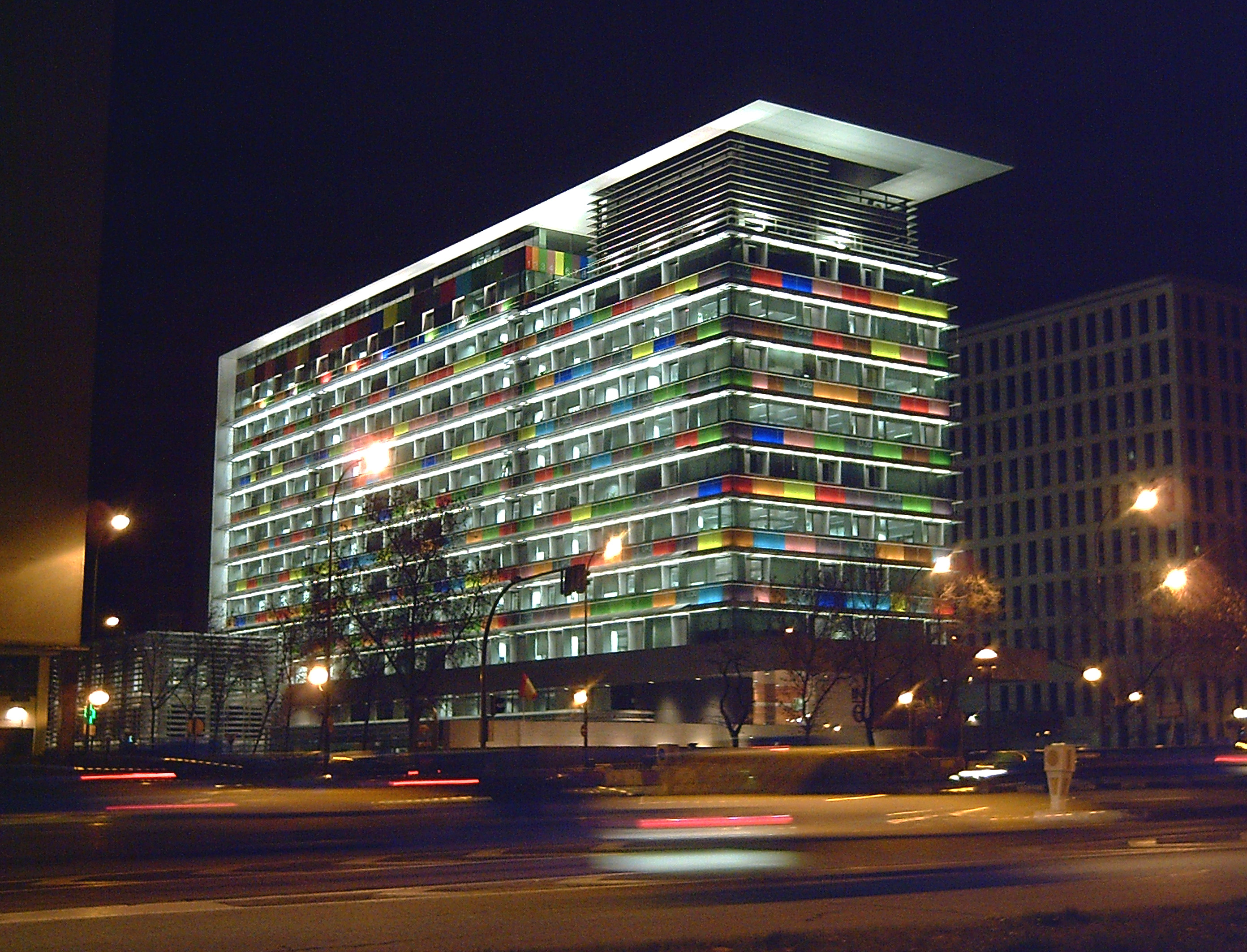
INE大楼
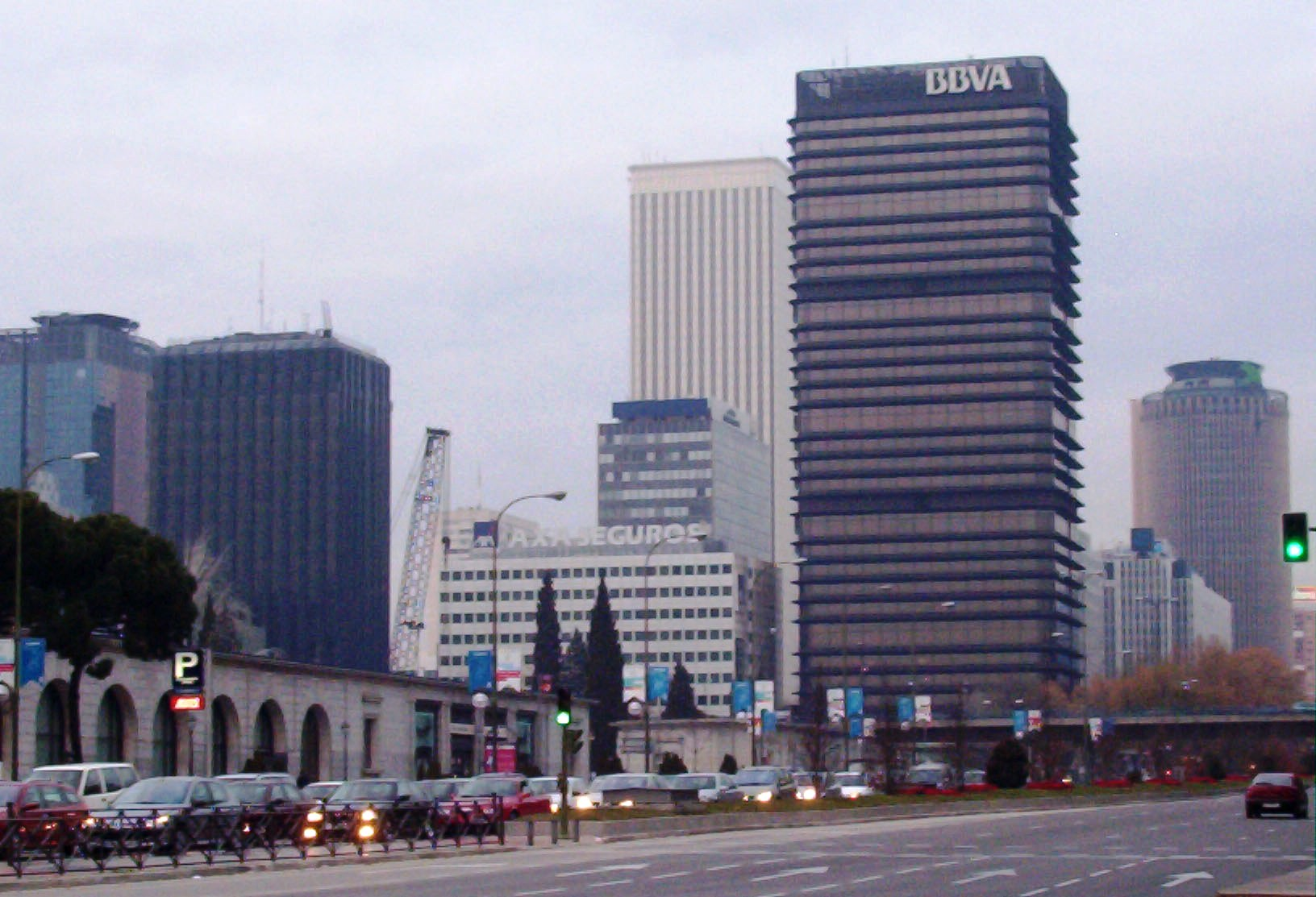
AZCA
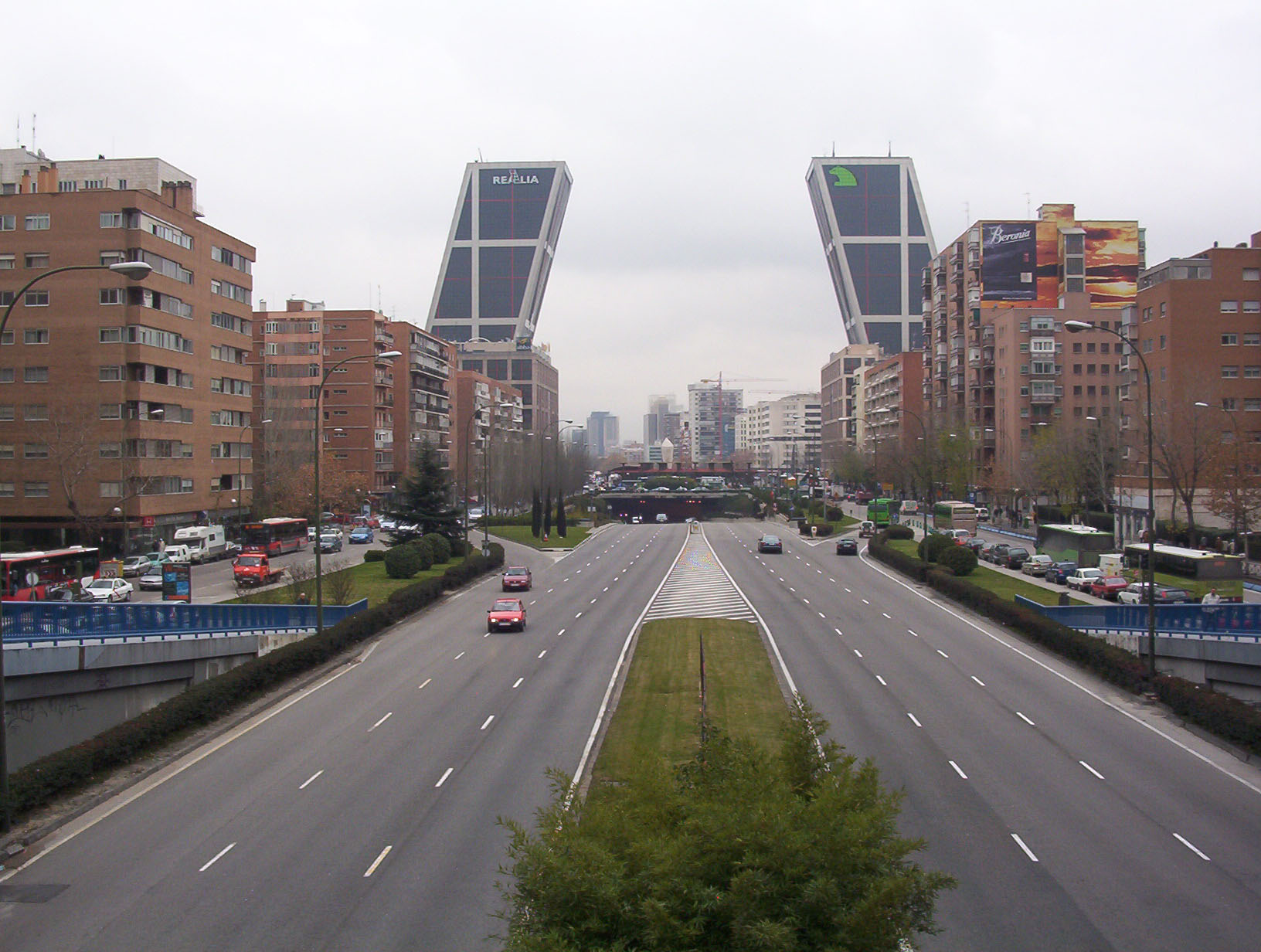
欧洲门
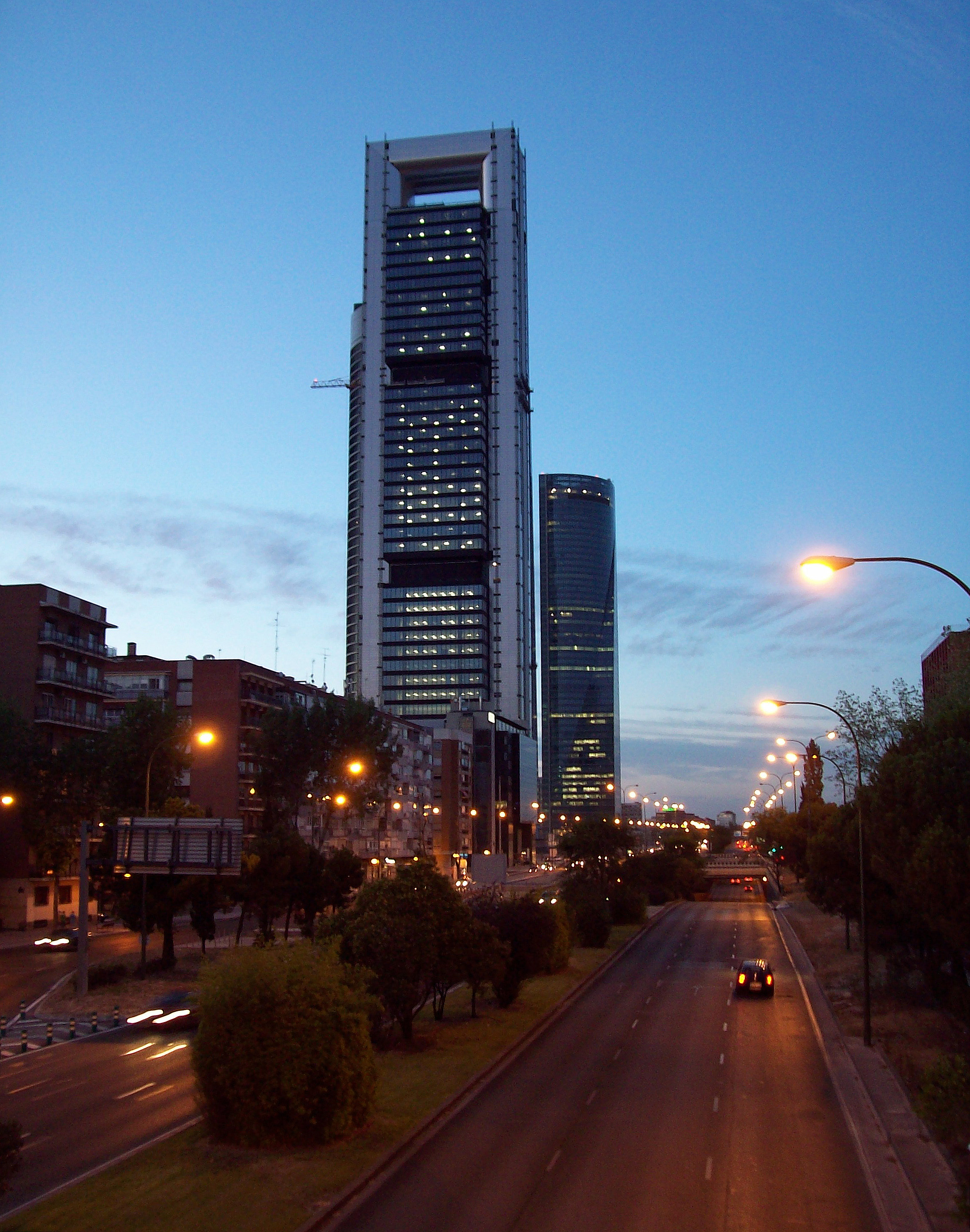
四大楼商业区

40°26′38″N 3°41′29″W / 40.44389°N 3.69139°W